# 威爾遜C鎮區 (密蘇里州格林縣)
威爾遜C鎮區（英語：Wilson C Township）是位於美國密蘇里州格林縣的一個行政鎮區。

## 地方資料
威爾遜C鎮區的面積為8.01平方千米，當中陸地面積為7.93平方千米，而水域面積為0.07平方千米。根據2020年美國人口普查的數據，當地共有人口4049人，而人口密度為每平方千米505.49人。